# Spilogona empeliogaster
Spilogona empeliogaster är en tvåvingeart som beskrevs av Huckett 1965. Spilogona empeliogaster ingår i släktet Spilogona och familjen husflugor.
Artens utbredningsområde är Labradorhalvön. Inga underarter finns listade i Catalogue of Life.